# Xã Liberty, Quận Crawford, Missouri
Xã Liberty (tiếng Anh: Liberty Township) là một xã thuộc quận Crawford, tiểu bang Missouri, Hoa Kỳ. Năm 2010, dân số của xã này là 1.777 người.